# Тетрацианоаурат(III) натрия
Тетрацианоаурат(III) натрия — неорганическое соединение, 
комплексная соль металлов натрия, золота и синильной кислоты с формулой Na[Au(CN)4],
растворяется в воде,
образует кристаллогидрат — бесцветные кристаллы.

## Получение
- Смешивание концентрированных растворов хлорида золота(III) и цианида натрия:

{\displaystyle {\mathsf {Au_{2}Cl_{6}+8NaCN\ {\xrightarrow {}}\ 2Na[Au(CN)_{4}]+6NaCl}}}

## Физические свойства
Тетрацианоаурат(III) натрия образует кристаллогидрат состава Na[Au(CN)4]•2H2O — бесцветные кристаллы.
Растворяется в воде.

## Применение
- Гальваническое золочение.
- Окрашивание фарфора и стекла.